# Domprel
Domprel ist eine französische Gemeinde mit 173 Einwohnern (Stand: 1. Januar 2022) im Département Doubs in der Region Bourgogne-Franche-Comté.

## Geographie
Domprel liegt auf 708 m über dem Meeresspiegel, sechs Kilometer westsüdwestlich von Pierrefontaine-les-Varans und etwa 34 Kilometer östlich der Stadt Besançon (Luftlinie). Das Dorf erstreckt sich im Jura, im westlichen Teil des weiten Hochplateaus von Pierrefontaine, am Südfuß der Höhe des Bois de la Côte. Das Gemeindegebiet gehört zum Regionalen Naturpark Doubs-Horloger.
Die Fläche des 9,40 km² großen Gemeindegebiets umfasst einen Abschnitt des französischen Juras. Der Hauptteil des Gebietes wird von der schwach reliefierten Hochfläche von Pierrefontaine eingenommen, die durchschnittlich auf 700 m liegt. Sie ist vorwiegend von Acker- und Wiesland bestanden, zeigt aber auch kleinere Waldgebiete. Das Hochplateau besitzt keine oberirdischen Fließgewässer, weil das Niederschlagswasser im verkarsteten Untergrund versickert. Die nördliche Begrenzung verläuft auf dem bewaldeten Höhenrücken des Bois de la Côte, auf dem mit 789 m die höchste Erhebung von Domprel erreicht wird. Nach Südosten erstreckt sich das Gemeindeareal über das Plateau in den Bois des Buchets und bis an den Rand des tief eingeschnittenen Tals der Reverotte (Zufluss des Dessoubre).
Nachbargemeinden von Domprel sind Villers-Chief und Germéfontaine im Norden, La Sommette im Osten, Loray im Süden sowie Grandfontaine-sur-Creuse und Eysson im Westen.

## Geschichte
Im Mittelalter gehörte Domprel zur Herrschaft Passavant, die seit dem 14. Jahrhundert im Besitz der Herren von Montbéliard war. Im 18. Jahrhundert oblag die Herrschaft über das Dorf den Grafen von Salins. Heute ist Domprel Mitglied des Gemeindeverbandes Portes du Haut-Doubs.
Am 1. Januar 2009 erfolgte eine Änderung der Arrondissementszugehörigkeit der Gemeinde. Bislang zum Arrondissement Besançon gehörend, kamen alle Gemeinden des Kantons zum Arrondissement Pontarlier.

## Sehenswürdigkeiten

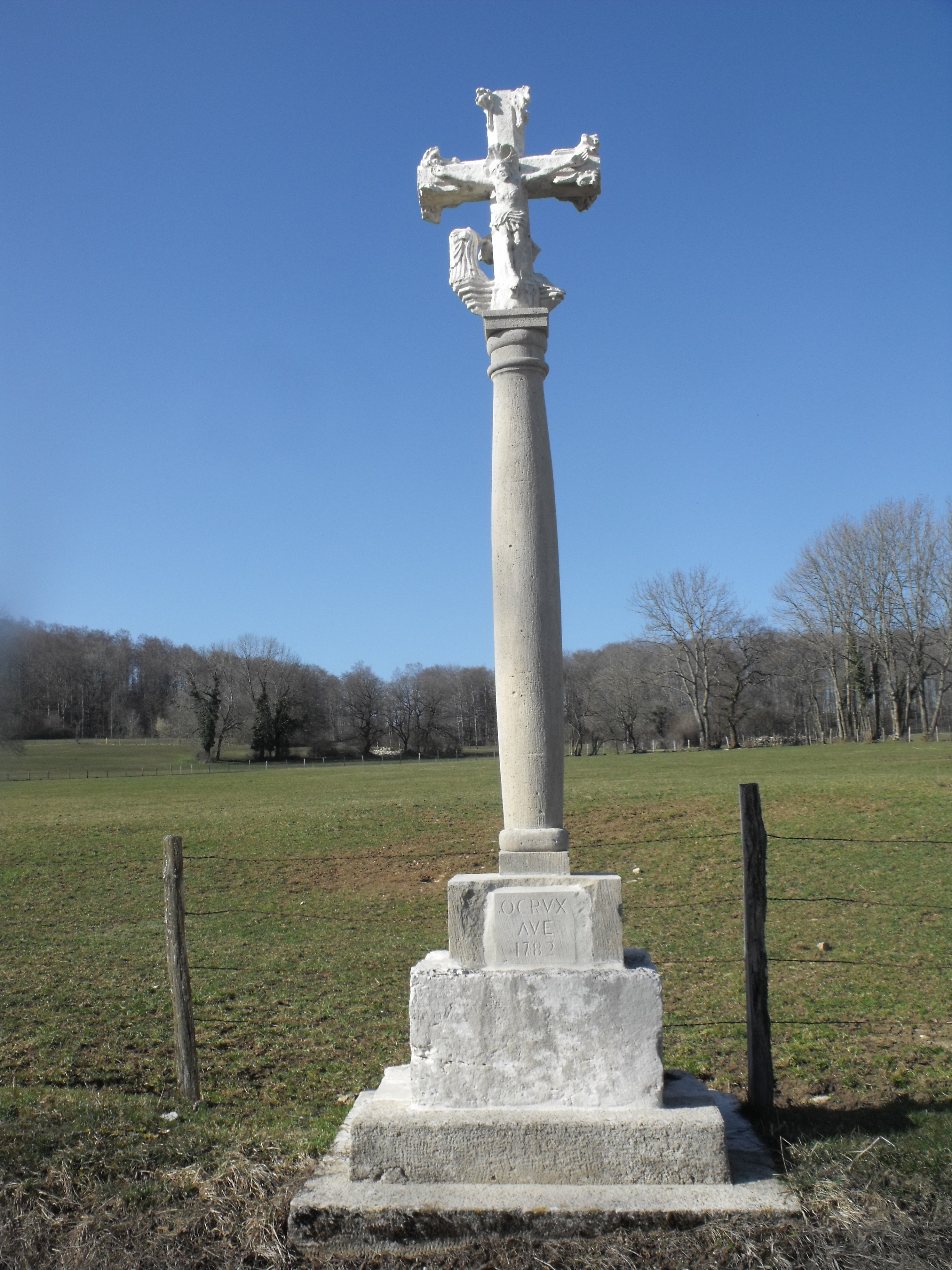
Steinernes Wegekreuz

Die Dorfkirche von Domprel wurde im 19. Jahrhundert erbaut. Im Dorf gibt es verschiedene traditionelle Brunnen. Ein steinernes Wegkreuz (Monument historique) stammt aus dem 16. Jahrhundert.

## Bevölkerung
| Jahr                       | 1962 | 1968 | 1975 | 1982 | 1990 | 1999 | 2006 | 2016 |
| Einwohner                  | 182  | 185  | 133  | 122  | 122  | 127  | 130  | 174  |
| Quellen: Cassini und INSEE |      |      |      |      |      |      |      |      |

Mit 173 Einwohnern (1. Januar 2022) gehört Domprel zu den kleinen Gemeinden des Départements Doubs. Nachdem die Einwohnerzahl in der ersten Hälfte des 20. Jahrhunderts deutlich abgenommen hatte (1881 wurden noch 312 Personen gezählt), wurden seit Mitte der 1970er Jahre nur noch geringe Schwankungen verzeichnet.

## Wirtschaft und Infrastruktur
Domprel war bis weit ins 20. Jahrhundert hinein ein vorwiegend durch die Landwirtschaft (Viehzucht und Milchwirtschaft, Ackerbau) geprägtes Dorf. Daneben gibt es heute einige Betriebe des lokalen Kleingewerbes. Viele Erwerbstätige sind auch Wegpendler, die in den umliegenden größeren Ortschaften ihrer Arbeit nachgehen.
Die Ortschaft liegt abseits der größeren Durchgangsstraßen an einer Departementsstraße, die von Pierrefontaine-les-Varans nach Vercel-Villedieu-le-Camp führt. Weitere Straßenverbindungen bestehen mit Germéfontaine und La Sommette.